# Liste der Kreisstraßen im Landkreis Bad Kissingen
Die Liste der Kreisstraßen im Landkreis Bad Kissingen ist eine Auflistung der Kreisstraßen im bayerischen Landkreis Bad Kissingen mit deren Verlauf. 

## Abkürzungen
- K: Kreisstraße in Hessen
- KG: Kreisstraße im Landkreis Bad Kissingen
- MSP: Kreisstraße im Landkreis Main-Spessart
- NES: Kreisstraße im Landkreis Rhön-Grabfeld
- St: Staatsstraße in Bayern
- SW: Kreisstraße im Landkreis Schweinfurt

## Liste
Nicht vorhandene bzw. nicht nachgewiesene Kreisstraßen werden in Kursivdruck gekennzeichnet, ebenso Straßen und Straßenabschnitte, die unabhängig vom Grund (Herabstufung zu einer Gemeindestraße oder Höherstufung) keine Kreisstraßen mehr sind.
Der Straßenverlauf wird in der Regel von Nord nach Süd und von West nach Ost angegeben.
| Nr. KG | Verlauf |
| ------ | --- |
| KG 1   | KG 21 in Reichenbach – in Münnerstadt |
| KG 2   | (NES 15 im Landkreis Rhön-Grabfeld) – Landkreisgrenze – Maria Bildhausen – KG 11 – Kleinwenkheim – St 2282 – Wermerichshausen – Weichtungen – KG 8 – Maßbach – St 2281 – Volkershausen – Landkreisgrenze – (SW 7 im Landkreis Schweinfurt) |
| KG 3   | KG 4 – KG 5 in Oerlenbach |
| KG 4   | St 2290 in Euerdorf – KG 7 – Ramsthal – KG 6 – KG 3 – Ebenhausen – KG 5 – Landkreisgrenze – (SW 20 im Landkreis Schweinfurt) |
| KG 5   | in Oerlenbach – KG 3 – KG 4 in Ebenhausen |
| KG 6   | KG 8 – Eltingshausen – KG 43 – KG 46 – KG 4 |
| KG 7   | KG 4 – Wirmsthal |
| KG 8   | in Bad Kissingen – Reiterswiesen – KG 6 – Schwarze Pfütze – St 2245 – Rottershausen – KG 9 – Rannungen – KG 10 – Maßbach – St 2281 – KG 2 – KG 11 in Thundorf in Unterfranken                                                              |
| KG 9   | St 2245 – Waldsiedlung – KG 8 |
| KG 10  | KG 8 in Rannungen – Landkreisgrenze – (SW 8 im Landkreis Schweinfurt) |
| KG 11  | KG 2 – Großwenkheim – St 2282 –Seubrigshausen – Theinfeld – Landkreisgrenze – (SW 56 im Landkreis Schweinfurt) – Landkreisgrenze – Thundorf in Unterfranken – KG 8 – St 2281 in Rothhausen                                                 |
| KG 12  | Hammelburg – Westheim – KG 37 – Elfershausen – Trimberg – |
| KG 13  | St 2290 in Wittershausen – in Garitz |
| KG 14  | (NES 18 im Landkreis Rhön-Grabfeld) – Landkreisgrenze – in Münnerstadt |
| KG 15  | Burkardroth – Frauenroth – St 2430 – Stralsbach – |
| KG 16  | St 2292 in Aschach – Bad Bocklet – KG 20 – St 2292 in Großenbrach |
| KG 17  | KG 20 – Haard – in Nüdlingen |
| KG 18  | St 2290 in Hassenbach – Schlimpfhof –Albertshausen – St 2291 |
| KG 19  | St 2267/St 2290 – Gefäll – KG 45 – St 2290 in Stangenroth |
| KG 20  | KG 16 in Bad Bocklet – KG 17 – Burghausen – Münnerstadt – |
| KG 21  | (NES 54 im Landkreis Rhön-Grabfeld) – Landkreisgrenze – KG 1 in Reichenbach |
| KG 22  | (NES 25 im Landkreis Rhön-Grabfeld) – Landkreisgrenze – Oberwildflecken – Landkreisgrenze – (NES 25 im Landkreis Rhön-Grabfeld) |
| KG 23  | KG 2 in Volkershausen – Landkreisgrenze – (SW 32 im Landkreis Schweinfurt) |
| KG 24  | (K 939 im Main-Kinzig-Kreis, Hessen) – Landesgrenze – |
| KG 25  | Volkersberg – Volkers – |
| KG 26  | St 3180 in Bad Brückenau – in Bad Brückenau |
| KG 27  | – Dreistelz – Modlos – KG 32 – KG 31 –Detter – Heiligkreuz – Völkersleier – St 2302 – Wartmannsroth – St 2293 |
| KG 28  | Eckarts – St 2289 in Wernarz |
| KG 30  | St 2289 in Zeitlofs – Roßbach – KG 31 – St 2289 in Rupboden |
| KG 31  | KG 30 – Weißenbach – KG 27 in Detter |
| KG 32  | KG 27 in Modlos – Oberleichtersbach – Breitenbach – Mitgenfeld – |
| KG 33  | – Schönderling – KG 34 |
| KG 34  | St 2431 in Schondra – KG 33 – Singenrain – Oehrberg – St 2290 – Katzenbach – Poppenroth – |
| KG 35  | – Hetzlos – Frankenbrunn – St 2291 in Reith |
| KG 36  | (Morlesau) – St 2293 in Diebach |
| KG 37  | St 2290 – Elfershausen – KG 12 – Westheim – Langendorf – |
| KG 39  | St 2290 – Landkreisgrenze – (SW 21 im Landkreis Schweinfurt) |
| KG 40  | St 2294 in Gauaschach – Landkreisgrenze – (MSP 2 im Landkreis Main-Spessart) |
| KG 42  | in Langendorf – St 2293 – Landkreisgrenze – (SW 34 im Landkreis Schweinfurt) |
| KG 43  | KG 6 in Eltingshausen – St 2245 |
| KG 44  | St 2293 in Fuchsstadt – St 2294 |
| KG 45  | St 2289 in Oberbach – KG 19 in Gefäll |
| KG 46  | Abfallwirtschaftszentrum Wirmsthal – KG 6 |